# Концерт Бетховена (фільм)
«Концерт Бетховена» (рос. «Концерт Бетховена») — білоруський радянський художній фільм 1936 року режисерів Володимира Шмідтгоф-Лебедєва і Михайла Гавронського.

## Сюжет
У професора Малевича грі на скрипці навчаються два талановитих хлопчика: його 11-річний син Янка і 12-річний син машиніста Владик. Професор готує своїх учнів до Всесоюзному конкурсу юних обдарувань. Хлопці весь час відволікаються від занять то грою в футбол, то забавами з собакою Фредді, то фехтуванням. Одного разу під час гри «в Чапаєва», Янка пошкоджує руку. Розгніваний Малевич відмовляється займатися з Владиком...

## У ролях
- Марк Тайманов
- Боря Васильєв
- Володимир Гардин
- Олександр Ларіков
- Людмила Шабаліна
- Олександр Мельников
- Олена Волинцева

## Творча група
- Сценарій: Борис Старшев
- Режисер: Володимир Шмідтгоф-Лебедєв, Михайло Гавронський
- Оператор:
- Композитор: Ісаак Дунаєвський

## ПОСИЛАННЯ
- Концерт Бетховена (1936) [Архівовано 11 січня 2021 у Wayback Machine.] (рос.)